# Jhalokati Sadar
Jhalokati Sadar (en bengali : ঝালকাঠি সদর) est une upazila du Bangladesh dans le district de Jhalakati. En 1991, on y dénombrait 195 619 habitants.